# Alfredo Fogel
Alfredo Fogel (Rosario, 11 febbraio 1919 – 1991) è stato un calciatore argentino, di ruolo difensore.

## Carriera
Difensore che ha legato tutta la carriera al Rosario Central, di cui è una delle figure più conosciute, essendone stato anche direttore tecnico.
Con la nazionale ha vinto la Coppa America del 1945.

## Palmarès

### Nazionale
- Coppa America: 1

1945